# Concerto pour la main gauche
 (août 2013).
Si vous disposez d'ouvrages ou d'articles de référence ou si vous connaissez des sites web de qualité traitant du thème abordé ici, merci de compléter l'article en donnant les références utiles à sa vérifiabilité et en les liant à la section « Notes et références ».
Le Concerto pour la main gauche en ré majeur de Maurice Ravel est un concerto pour piano et orchestre en un seul mouvement composé entre 1929 et 1931 et créé à Vienne le 5 janvier 1932 par son dédicataire, le pianiste autrichien Paul Wittgenstein qui a perdu le bras droit au cours de la Première Guerre mondiale. L'originalité de cette œuvre, à la « véhémence tragique » et à la virtuosité considérable, réside dans sa partie pianistique, écrite pour la seule main gauche de l'exécutant.
L'œuvre porte la référence M.82, dans le catalogue des œuvres du compositeur établi par le musicologue Marcel Marnat.

## Histoire de l'œuvre
En 1929, un an après l'achèvement du Boléro, Ravel reçut presque simultanément deux commandes de concerto : la première vint du chef d'orchestre Serge Koussevitzky, qui s'apprêtait à célébrer les cinquante ans de l'Orchestre symphonique de Boston, pour qui il allait composer le Concerto en sol ; la seconde du pianiste Paul Wittgenstein, frère du philosophe Ludwig Wittgenstein, qui avait perdu le bras droit durant la Première Guerre mondiale sur le front russe. Ce pianiste, qui n’avait pas renoncé à son art malgré cette infirmité, commanda des œuvres pour la main gauche à quelques-uns des plus grands compositeurs du moment : outre Ravel, il sollicita Erich Wolfgang Korngold, Franz Schmidt, Benjamin Britten, Richard Strauss et Sergueï Prokofiev (le Quatrième concerto pour piano).
Le Concerto pour la main gauche fut composé presque en même temps que le Concerto en sol, réclamant à Ravel des mois de travail acharné. Le compositeur n’entendit jamais son œuvre jouée dans sa version pour piano et orchestre. Il assista à la création par Paul Wittgenstein, dans une version arrangée pour deux pianos, à Vienne en novembre 1931. Cette création pour le moins houleuse mit un terme à la collaboration entre les deux hommes. Le pianiste avait en effet pris la liberté d’effectuer quelques « arrangements » dans l’œuvre (en fait de profonds remaniements) pour que celle-ci soit mieux à sa convenance. « Je suis un vieux pianiste et cela ne sonne pas », avait-il déclaré à Ravel pour justifier ces libertés. Ravel répliqua : « Je suis un vieil orchestrateur et cela sonne ! » Le compositeur quitta précipitamment Vienne.
La première audition parisienne initialement prévue le 25 mars 1932 fut annulée en raison de la contrariété de Maurice Ravel quant aux libertés excessives prises par Paul Wittgenstein par rapport à la partition. Différée, cette audition eut lieu toutefois le 17 janvier 1933 à la Salle Pleyel, avec Paul Wittgenstein et l’Orchestre symphonique de Paris (OSP) sous la direction de Maurice Ravel.
Paul Wittgenstein ayant l'exclusivité du Concerto pour six ans, il était beaucoup trop tard pour Ravel lorsque l’œuvre fut créée à Paris dans sa forme originelle par Jacques Février sous la direction de Charles Munch, le 19 mars 1937.
Bien plus tard, Wittgenstein regretta ses paroles et rendit justice à Ravel :

« Cela me prend toujours du temps d'entrer dans une musique difficile. Je suppose que Ravel en fut très déçu et j'en fus navré. Mais on ne m'a jamais appris à faire semblant. Ce n’est que plus tard, après avoir étudié le concerto pendant des mois, que je commençai à en être fasciné et que je réalisai de quelle grande œuvre il s’agissait. »

— Cité dans La musique pour piano de Maurice Ravel, New York, 1967
Le Concerto pour la main gauche est aujourd’hui une des œuvres les plus jouées et les plus mondialement appréciées de Maurice Ravel, quoique peut-être moins populaire car moins accessible que son « faux jumeau », le Concerto en sol.[réf. souhaitée]

## Structure

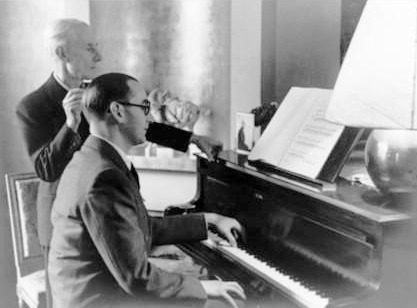
Jacques Février jouant le Concerto pour la main gauche en présence de Maurice Ravel à Paris en 1937

Le concerto est construit en un seul mouvement, qui comprend plusieurs épisodes :
- Lento ( = 44) à 
, avec des passages à 
 — cadence du piano, a piacere
- Più Lento à
- Andante ( = 60) à
- un accelerando aboutissant à un Allegro ( = 138) à
- un Più vivo ed accelerando à
- un retour au Lento du début, et à
- un Allegro conclusif à

## Instrumentation
| Instrumentation du Concerto pour la main gauche |
| Cordes |
| 1 piano soliste, 1 harpe, premiers violons, seconds violons, altos, violoncelles, contrebasses                                                                     |
| Bois |
| 1 piccolo, 2 flûtes, 2 hautbois, 1 cor anglais, 1 clarinette en mi ♭, 2 clarinettes (en la et si ♭), 1 clarinette basse (en la et si ♭), 2 bassons, 1 contrebasson |
| Cuivres |
| 4 cors en fa, 3 trompettes en ut, 3 trombones, 1 tuba |
| Percussions |
| timbales, triangle, caisse claire, cymbales, grosse caisse, wood-block, tam-tam                                                                                    |

## Analyse
- Si vous ne connaissez pas le sujet, laissez ce bandeau (vous pouvez alors contacter les auteurs).
- Si vous supprimez le contenu mis en cause (vous pouvez préalablement contacter les auteurs),

argumentez précisément cette suppression dans la page de discussion
(un manque de référence n'est pas un argument ; une recherche réelle de référence doit avoir été effectuée, être formellement documentée).
Le Concerto pour la main gauche est la plus connue des quelque 610 œuvres pour la main gauche, originales ou transcrites que comporte ce répertoire spécifique. Il s’agit d’une œuvre violente, grandiose et dramatique, peinture d’une querelle fatale entre le piano et la masse orchestrale. Ramassée sur le plan de la longueur (le Concerto est d’un seul tenant, bien que l’on puisse y distinguer trois mouvements), cette œuvre est l’une des plus rythmées et des plus énergiques de Ravel.

« Dans une œuvre de cette nature, il est indispensable que la texture ne donne pas l’impression d’être plus mince que celle d’une partie écrite pour les deux mains. Aussi ai-je recouru à un style qui est bien plus proche de celui, volontiers imposant, des concertos traditionnels. Après une première partie empreinte de cet esprit apparaît un épisode dans le caractère d'une improvisation qui donne lieu à une musique de jazz. Ce n'est que par la suite qu'on se rendra compte que l'épisode en style jazz est construit, en réalité, sur les thèmes de la première partie. »

— Maurice Ravel, cité dans le Daily Telegraph du 11 juillet 1931
Ravel analysa au cours de la composition de cette œuvre des études de Saint-Saëns pour la main gauche, et s'inspira du Deuxième concerto de Liszt qu'il admirait. Le compositeur a introduit de nombreuses touches de jazz dans la seconde partie, et les percussions jouent dans l’ensemble de l’œuvre un rôle essentiel et obsédant. Le concerto donne lieu par ailleurs à des déferlements sonores comme il en existe peu chez Ravel. Pour le soliste, affronter ce monument peut relever de la gageure: la partie solo est extrêmement ardue, la main gauche seule devant couvrir le territoire des deux mains.

« À deux mains le chant et l'accompagnement se jouxtent, se juxtaposent, se pénètrent parfois, mais en conservant leur dualité d'origine; ici les deux émergent du même moule [...]. Par ailleurs, c'est au pouce qu'est dévolu le rôle principal dans l'expression mélodique. Bien épaulé par le bloc des autres doigts, il va, par le jeu latéral du poignet et celui de sa musculature propre, s'imprimer profondément dans le clavier avec une qualité de pénétration qui n'est qu'à lui. »

— Marguerite Long, Au piano avec Maurice Ravel, Paris, 1971
Cette musique est la plus noire écrite par Ravel (avec celle de Gaspard de la nuit et de La Valse). Suivant l'analyse de Marcel Marnat[réf. nécessaire], le Concerto pour la main gauche s’inscrit dans la lignée de La Valse et du Boléro. À leur image, il est une œuvre exaltante et fataliste à la fois, il est un tourbillon d’inquiétudes, de perplexité face à un monde qui, à l’orée des années 30, semble à nouveau promis au désastre. À leur image, il s’achève par une véritable mise à mort musicale. La fin de ce chef-d’œuvre est réellement inoubliable : le piano, qui vient d’achever une cadence en clair-obscur, intensément poétique, d'une difficulté technique redoutable, est finalement rejoint et avalé par l’orchestre, pour mourir sous un ultime pilonnage des percussions. L’œuvre ne comporte aucun programme particulier, pourtant on peut considérer que Ravel y a placé tout ce que les horreurs de la guerre pouvaient lui inspirer (par le triste sort qu’avait subi son dédicataire, et par son vécu personnel en tant que soldat).

« Tout ici est grandiose, monumental, à l’échelle des horizons flamboyants, des monstrueux holocaustes où se consument les corps et s’engloutit l’esprit, des vastes troupeaux humains grimaçant de souffrance et d'angoisse. Et cette fresque colossale, aux dimensions d’un univers calciné, ce sont les cinq doigts de la main senestre, reine des mauvais présages, qui vont en brosser les âpres reliefs. »

— Marguerite Long, Au piano avec Maurice Ravel, Paris, 1971

## Enregistrements
Les captations des interprétations de pianistes ayant reçu l'enseignement direct de Ravel, tels Alfred Cortot, Robert Casadesus, Jacques Février ou Vlado Perlemuter, ou l'enseignement de l'entourage de Ravel, tel Samson François élève de Marguerite Long, sont traditionnellement considérées comme des enregistrements de référence.
- Alfred Cortot avec la Société des Concerts du Conservatoire dirigée par Charles Münch en 1939
- Yakov Flier avec l'Orchestre Symphonique d'État d'URSS dirigé par Evgeni Svetlanov en 1965 (live)
- Pierre-Laurent Aimard avec le Cleveland Orchestra dirigé par Pierre Boulez
- Michel Béroff, avec le London Symphony Orchestra dirigé par Claudio Abbado
- Idil Biret avec l'orchestre symphonique de Bilkent dirigé par Jean Fournet
- Jacqueline Blancard avec l'orchestre de la Suisse romande dirigé par Ernest Ansermet
- John Browning avec le Philharmonia Orchestra dirigé par Erich Leinsdorf
- Robert Casadesus avec le Philadelphia Orchestra dirigé par Eugene Ormandy
- Robert Casadesus avec le Wiener Symphoniker dirigé par Sergiu Celibidache
- Aldo Ciccolini, avec l'Orchestre de Paris dirigé par Jean Martinon
- Jean-Philippe Collard avec l'Orchestre national de France dirigé par Lorin Maazel
- Abdel Rahman El Bacha
- Jacques Février avec l'orchestre de la Radiodiffusion française dirigé par Georges Tzipine
- Alicia de Larrocha avec le London Philharmonic Orchestra dirigé par Lawrence Foster
- François Dumont avec l'Orchestre national de Lyon dirigé par Leonard Slatkin
- Samson François, avec l'Orchestre de la Société des concerts du Conservatoire dirigé par André Cluytens (1960)
- Andrei Gavrilov avec le London Symphony Orchestra dirigé par Simon Rattle
- Monique Haas, avec l'Orchestre national de la RTF dirigé par Paul Paray
- Werner Haas, avec l'Orchestre National de l'Opéra de Monte Carlo dirigé par Alceo Galliera
- Michael Houstoun avec L'Auckland Philharmonia dirigé par Miguel Hart-Bedoya
- Roger Muraro, avec l'Orchestre Philharmonique de Radio France dirigé par Myung Whun Chung
- Vlado Perlemuter, avec l'Orchestre de l'Association des concerts Colonne dirigé par Jascha Horenstein (1955)
- Anne Queffélec, avec l'orchestre philharmonique de Strasbourg dirigé par Alain Lombard
- Jean-Yves Thibaudet, avec le Los Angeles Philharmonic Orchestra dirigé par Esa-Pekka Salonen
- Jean-Yves Thibaudet, avec l'orchestre de Montréal dirigé par Charles Dutoit
- Daniel Wayenberg avec l'orchestre du Théâtre des Champs-Elysées dirigé par Ernest Bour
- Krystian Zimerman, avec le London Symphony Orchestra dirigé par Pierre Boulez